# يوشيرو موري
يوشيرو موري (باليابانية: 森 喜朗 موري يوشيرو) (14 يوليو 1937 - ) سياسي ياباني شغل منصب رئيس الوزراء الياباني الخامس والثمانون.

## روابط خارجية
- يوشيرو موري على موقع الموسوعة البريطانية (الإنجليزية)
- يوشيرو موري على موقع مونزينجر (الألمانية)
- يوشيرو موري على موقع إن إن دي بي (الإنجليزية)
- يوشيرو موري على موقع أوليمبيديا (الإنجليزية)